# Lufttransportgeschwader 61
Das Lufttransportgeschwader 61 (LTG 61) war ein Geschwader der deutschen Luftwaffe, auf dem Fliegerhorst Landsberg/Lech. Das LTG 61 war zuletzt dem Luftwaffentruppenkommando (LwTrKdo) in Köln-Wahn unterstellt, wobei die Einsatzführung der Luftfahrzeuge, die nicht im Auslandseinsatz sind, schon seit 2010 dem European Air Transport Command (EATC) oblag. Das Geschwader wurde am 31. Dezember 2017 offiziell aufgelöst, am 14. Dezember fand der Auflösungsappell statt. Bis Ende 2018 betreute ein Nachkommando den Standort.

## Geschichte

### Aufstellung und erste Jahre
Am 24. August 1957 wurde das LTG 61 durch den damaligen Bundesverteidigungsminister Franz Josef Strauß als erstes operatives Geschwader der neuen Luftwaffe auf der U.S. Airbase in Erding in Dienst gestellt. Die 1. Staffel bestand aus Douglas DC-3 (C-47), deren Personal anfangs durch die United States Air Force ausgebildet wurde. Die Aufstellung der 2. Staffel erfolgte am 14. Dezember 1957. Sie erhielt Noratlas N 2501, mit denen kurz darauf auch die 1. Staffel ausgerüstet wurde. Im Jahr 1958 verlegte das Geschwader von Erding zum Fliegerhorst Neubiberg. Bereits 1960 nahm das LTG 61 zusammen mit dem damals in Ahlhorn stationierten Lufttransportgeschwader 62 an einem Auslandseinsatz im Rahmen der Erdbebenhilfe in Agadir in Marokko teil; beide Geschwader transportierten zusammen 1494 Passagiere und etwa 180 Tonnen mit 36 eingesetzten Flugzeugen.

### Umrüstung auf Transall und Verlegung nach Landsberg
In den Jahren 1970 bis 1971 rüstete das Geschwader von der Noratlas auf die Transall C-160D um und verlegte von Neubiberg an den Standort Landsberg/Lech. Das Hubschraubertransportgeschwader 64, das bisher in Landsberg stationiert war, verlegte auf den Fliegerhorst Ahlhorn. Im Jahr 1978 wurde die 2. Staffel aufgelöst und die Transporteinsätze in einer Transall-Staffel gebündelt, 1979 gliederte man die bisherige 1. Staffel des Hubschraubertransportgeschwaders 64 als 2. und 3. Staffel mit den Hubschraubern Bell UH-1D ein. Die 3. Staffel verlegte später zum Fliegerhorst Nörvenich, um dort SAR-Aufgaben zu erfüllen, und wurde im Herbst 2006 aufgelöst.
Seit 1971 war am Bundeswehrkrankenhaus Ulm der SAR (Search and Rescue)-Rettungshubschrauber des HTG 64, später 1. verstärkte Staffel HTG 64 mit Standort Landsberg (ab 1979 2. Fliegende Staffel LTG 61) mit dem Rufnamen „SAR 75“ stationiert. Besetzt mit Sanitätspersonal des Krankenhauses war der Hubschrauber nach dem Münchner „Christoph 1“ des ADAC das zweite notarztbesetzte Luftfahrzeug, das auch in der zivilen Luftrettung Deutschlands eingesetzt wurde. Er wurde 2003 durch Christoph 22 der ADAC Luftrettung abgelöst. 1984 war das LTG 61 zu Hilfsflügen bei der Hungersnot in Äthiopien eingesetzt und 1992 bis 1996 ein wichtiger Bestandteil der Luftbrücke in das belagerte Sarajevo.

### Vom 50. bis zum 60. Jubiläum des Geschwaders

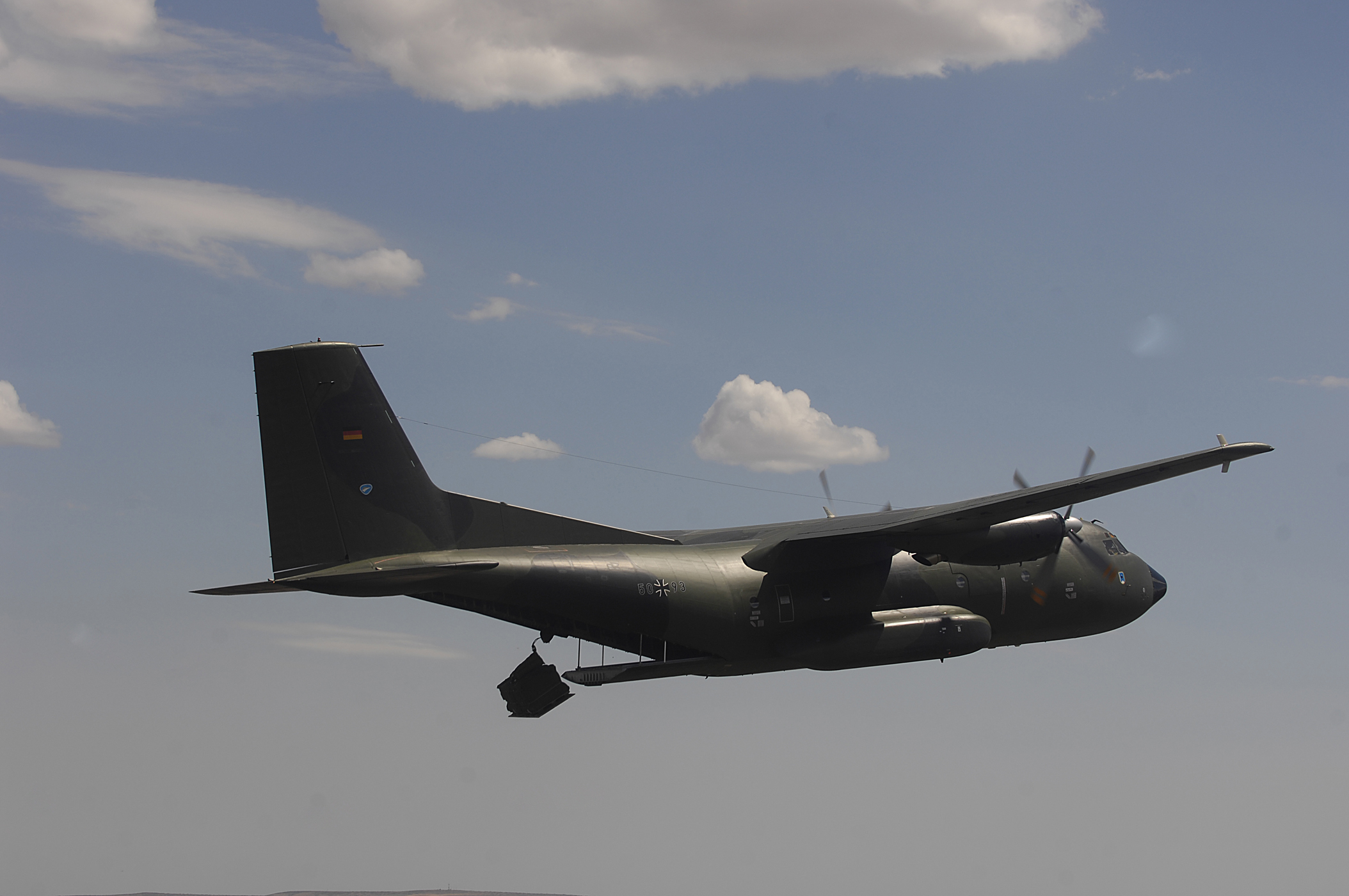
Eine Transall des LTG 61 beim „Air Mobility Rodeo ’07“ in den USA

Das Geschwader feierte sein 50. Jubiläum am 29. September 2007 auf dem Fliegerhorst Landsberg/Lech; ein Großteil der Veranstaltung musste jedoch witterungsbedingt abgesagt werden. Anlässlich des Jubiläums zum 50-jährigen Bestehen wurden ebenfalls wie beim 10 Jahre zuvor stattgefundenen 40-jährigen Geschwaderjubiläum zwei Maschinen des LTG 61 (Bell UH-1D und Transall C-160) mit einer Sonderbemalung des Lack-Designers Walter Maurer versehen, die seitdem unter dem Motto „Für den Frieden.“ fliegen und die Bundeswehr weltweit auf ihren Einsätzen als Friedensboten repräsentieren.
Das LTG 61 auf dem Fliegerhorst Landsberg/Lech bestand zuletzt nur noch aus einer fliegenden Staffel, der 1./LTG 61 mit Transportflugzeugen vom Typ Transall C-160D. Die 2./LTG 61 mit Hubschraubern vom Typ Bell UH-1D wurde zum 31. Dezember 2012 aufgelöst und in die neu geschaffene Einsatzgruppe SAR UH-1D (EinsGrpSAR) unter dem Kommando der Heeresflieger neu aufgestellt. Die weiterhin von Landsberg aus eingesetzten Hubschrauber, die nun offiziell dem Transporthubschrauberregiment 30 in Niederstetten unterstehen, dienen dem Such- und Rettungsdienst Land mit den Kommandos Niederstetten, Holzdorf und Nörvenich. Die Hubschrauber der EinsGrpSAR sind inzwischen nach Niederstetten verlegt.
Mit der Einführung der NH-90 sollten die Hubschrauber des LTG 61 und die der anderen zwei LTG zum neu aufgestellten Hubschraubergeschwader 64 (HSG 64) auf dem Fliegerhorst Holzdorf zusammengefasst werden. Letztendlich wurden sie jedoch im Dezember 2012 an das Transporthubschrauberregiment 30 des Heeres abgegeben und die 2. Staffel aufgelöst. Im Frühjahr 2013 verlegten Transall des Geschwaders zur Unterstützung der französischen Opération Serval, dem Kampfeinsatz gegen Islamisten in Nordmali, nach Westafrika und als Dank nahm eine Transall am 14. Juli des gleichen Jahres an der Militärparade anlässlich des französischen Nationalfeiertags teil.

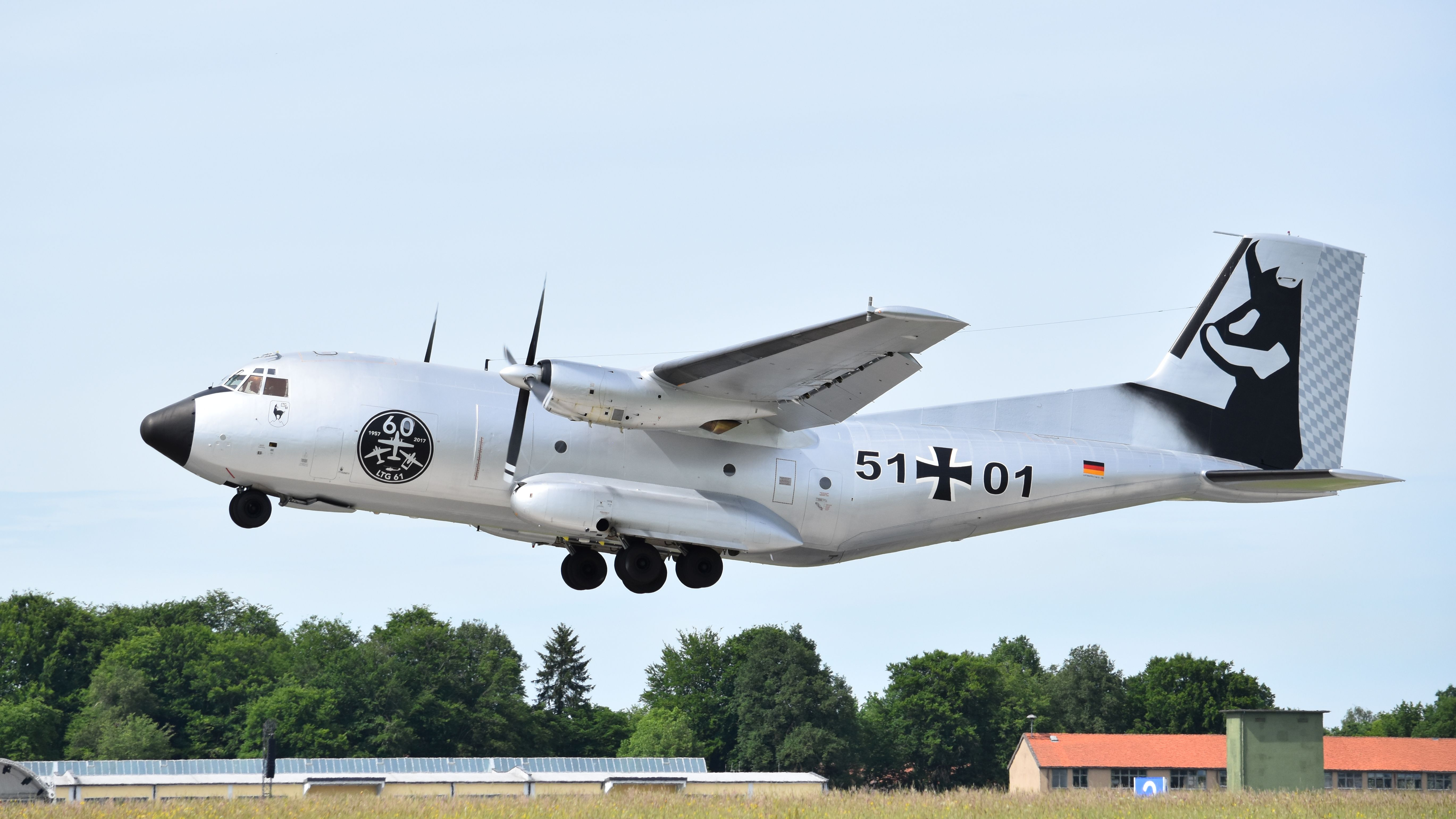
Transall mit Jubiläumslogo des LTG 61, 2017

Im Herbst 2015 nahm das Geschwader mit zwei Flugzeugen an der NATO-Übung Trident Juncture teil, einer der größten Übungen der NATO-Streitkräfte seit Ende des Kalten Krieges unter Führung des JFC Brunssum. Die Maschinen waren für den taktischen Lufttransport auf dem portugiesischen Flughafen Beja stationiert, wo Anfang der 1970er Jahre bereits die Umschulung der ersten Landsberger Besatzungen auf die Transall durchgeführt worden war.
Am 10. Juni 2017 war das LTG 61 einer der Organisatoren des Tages der Bundeswehr, bei dem gleichzeitig auch das 60-jährige Bestehen des Verbandes gefeiert wurde. Etwa 51.000 Besucher kamen zu dieser Veranstaltung.

### Auflösung des Geschwaders

Abschiedswappen des LTG 61

Die Luftwaffe ersetzt derzeit die C-160 Transall durch 40 Airbus A400M. Nach der Ausmusterung soll ausschließlich der Fliegerhorst Wunstorf als Standort für das Lufttransportflugzeug verwendet werden. Da der Fliegerhorst durch den Lech im Westen und den Ort Penzing im Osten nicht weiter ausgebaut werden kann, stellte Landsberg keine praktikable Alternative für den Betrieb des – deutlich größeren – A400M dar. Der offizielle „Fly-Out“ fand Ende September 2017 statt. Das Geschwader wurde am 31. Dezember 2017 aufgelöst, der Auflösungsappell wurde am 14. Dezember 2017 unter Leitung von Generalmajor Günter Katz durchgeführt. Bis Ende 2018 sollte die (nicht dem Geschwader angehörige) Werft noch die Hochwertteilgewinnung durchführen; alle einsatzbereiten Flugzeuge wurden am 18. Dezember 2017 an das Lufttransportgeschwader 63 in Hohn abgegeben.

## Gliederung des Geschwaders
|                  |                  |                  |                  | Kommodore        |                  |  |  |                   |                   |                   |                   |                   |                   |
|                  |                  |                  |                  | Stab LTG         |                  |  |  |                   |                   |                   |                   |                   |                   |
|                  |                  |                  |                  |                  |                  |  |  |                   |                   |                   |                   |                   |                   |
|                  |                  |                  |                  |                  |                  |  |  |                   |                   |                   |                   |                   |                   |
| Fliegende Gruppe | Fliegende Gruppe | Fliegende Gruppe | Fliegende Gruppe | Fliegende Gruppe | Fliegende Gruppe |  |  | Technische Gruppe | Technische Gruppe | Technische Gruppe | Technische Gruppe | Technische Gruppe | Technische Gruppe |

Das Geschwader, vergleichbar einem Regiment beim Heer, setzt sich aus dem Geschwaderstab, der dem Kommodore direkt unterstellt ist, sowie zwei Gruppen (Bataillonsebene) zusammen, der Fliegenden Gruppe (FlGrp) sowie der Technischen Gruppe (TGrp). Geschwader der Luftwaffe bestanden bis zu einer Umgliederung nach dem Ende des Kalten Krieges noch zusätzlich aus einer Fliegerhorstgruppe, die für die Bodenverteidigung aus einer Sicherungsstaffel und anderen Einheiten zum Betrieb des Flugplatzes ausgerüstet war, die Sicherungseinheiten wurden allerdings aufgelöst und die anderen Teileinheiten den beiden anderen Gruppen unterstellt.
Am Standort des LTG befand sich zudem eine Ausbildungswerkstatt der Luftwaffe, hier wurden jedes Jahr zwölf Elektroniker für Geräte und Systeme ausgebildet.

## Kommodore
| Nr. | Name                            | Beginn der Berufung | Ende der Berufung |
| --- | ------------------------------- | ------------------- | ----------------- |
| 1   | Oberst Alfons Vonier            | 1957                | 1961              |
| 2   | Oberst Heinz Braun              | 1961                | 1964              |
| 3   | Oberst Siegfried Gottschalt     | 1964                | 1970              |
| 4   | Oberst Helmut Schwarz           | 1970                | 1973              |
| 5   | Oberst Waldemar Heuer           | 1973                | 1979              |
| 6   | Oberst Klaus Kemme              | 1979                | 1982              |
| 7   | Oberst Friedrich Hans Freisberg | 1982                | 1985              |
| 8   | Oberst Dieter Kellein           | 1985                | 1987              |
| 9   | Oberst Bernd Puhl               | 1987                | 1990              |
| 10  | Oberst Rolf Korth               | 1990                | 1996              |
| 11  | Oberst Roger Evers              | 1996                | 1999              |
| 12  | Oberst Norbert Daniel           | 1999                | 2003              |
| 13  | Oberst Rolf Fahrenholz          | 2003                | 2006              |
| 14  | Oberst Ludger Bette             | 2006                | 2010              |
| 15  | Oberst Christian Leitges        | 2010                | 2012              |
| 16  | Oberst Markus Bestgen           | 2012                | 2015              |
| 17  | Oberst Daniel Draken            | 2015                | 2017              |

## Zwischenfälle

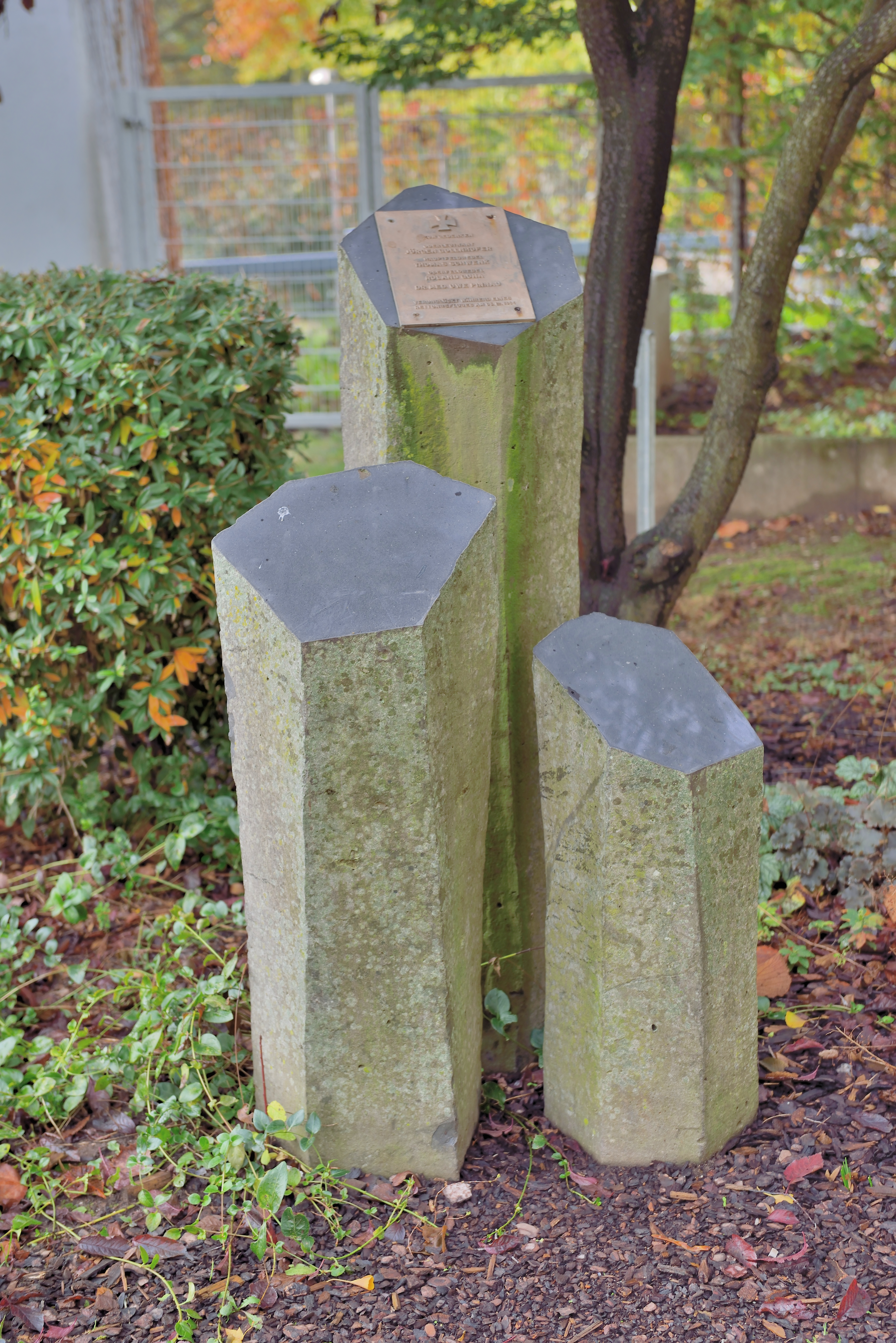
Gedenkstätte am Mannheimer Fernmeldeturm

Das LTG 61 hatte mehrere Zwischenfälle zu beklagen, von denen zwei besonders in Erinnerung geblieben sind (1994 und 1995).
- Am 12. Februar 1969 stürzte eine Nord Noratlas 2501D der Luftwaffe mit dem Luftfahrzeugkennzeichen 52+57 (Werknummer: D066) nach dem Start vom Fliegerhorst Erding in ein Bauernhaus. Von den 14 Insassen (darunter der Co-Pilot und ein Kind im Haus) kamen 10 ums Leben. Unter den Überlebenden waren drei Mann der Besatzung (LTG 61). Beim Start herrschte heftiges Schneetreiben.[11]

- Am 19. November 1970 stürzte eine Noratlas 2501D mit dem Kennzeichen 52+79 (Werknummer: D095) auf dem Flug von Neubiberg nach Kaufbeuren bei Wolfratshausen ab. Alle fünf Besatzungsmitglieder des LTG 61 kamen ums Leben, darunter der Kommandant, welcher den Absturz vom 12. Februar 1969 überlebt hatte.[12]

- Am 5. Dezember 1994 kollidierte nachts um 3:28 Uhr eine Bell UH-1D des Geschwaders mit der Turmspitze des Fernmeldeturms Mannheim und stürzte über 200 Meter senkrecht ab. Die drei Besatzungsmitglieder der Luftwaffe und der Notarzt wurden beim Aufprall getötet. Das Wrack der UH-1D brannte aus.[13] Der Pilot, welcher als sehr erfahren angesehen war und über 2000 Flugstunden auf der UH-1D hatte, war mutmaßlich einige Grad vom Kurs abgekommen, die genaue Unfallursache wurde nie ermittelt. Am Fuß des Mannheimer Fernmeldeturms befindet sich ein Gedenkstein.

- Am 22. Oktober 1995 stürzte eine Transall beim Start auf dem Flughafen Ponta Delgada (Azoren) ab, alle sieben Besatzungsmitglieder kamen ums Leben. Die Maschine mit dem Kennzeichen 50+43 war auf dem Weg in die Vereinigten Staaten und zum Auftanken auf den Azoren gelandet. Beim Start berührte sie einen Telegrafenmast und stürzte daraufhin ins Meer.[14]

## Auszeichnungen
- 1986: Kai-Uwe-von-Hassel-Förderpreis